# Терешковцы
Терешковцы (укр. Терешківці) — село в Гороховской городской общине Луцкого района Волынской области Украины.
До 2020 года входило в Гороховский район.
Код КОАТУУ — 0720887701. Население по переписи 2001 года составляет 510 человек. Почтовый индекс — 45724. Телефонный код — 3379. Занимает площадь 12,1 км².